# HD 87816
HD 87816とは、ほ座に位置する恒星である。見かけの等級は6.499で、肉眼で観測できる見かけの等級の限界に非常に近く、光害のない十分に暗い空でのみ観測できる。視差測定に基づくと、地球から436光年離れた場所にある。太陽系から4.7 km/s の速度で遠ざかっている。
HD 87816のスペクトル分類はK1IIIであり、光度階級IIIは核の水素を使い果たした巨星であることを示している。現在はヘリウムの核融合反応を起こしており、水平分枝と呼ばれる進化段階にある。HD 87816は太陽の2.4倍の質量を持ち、半径は太陽の9.0倍に成長している。有効温度は4,989 Kで、太陽の45倍の光度で輝いている。この温度により、HD 87816はK型の恒星に典型的なオレンジ色をしている。
HD 87816はかつては変光星であったと考えられており、変光星の名称として ほ座R星 が付けられていたが、現在は普通の恒星であると考えられている。

## 惑星系

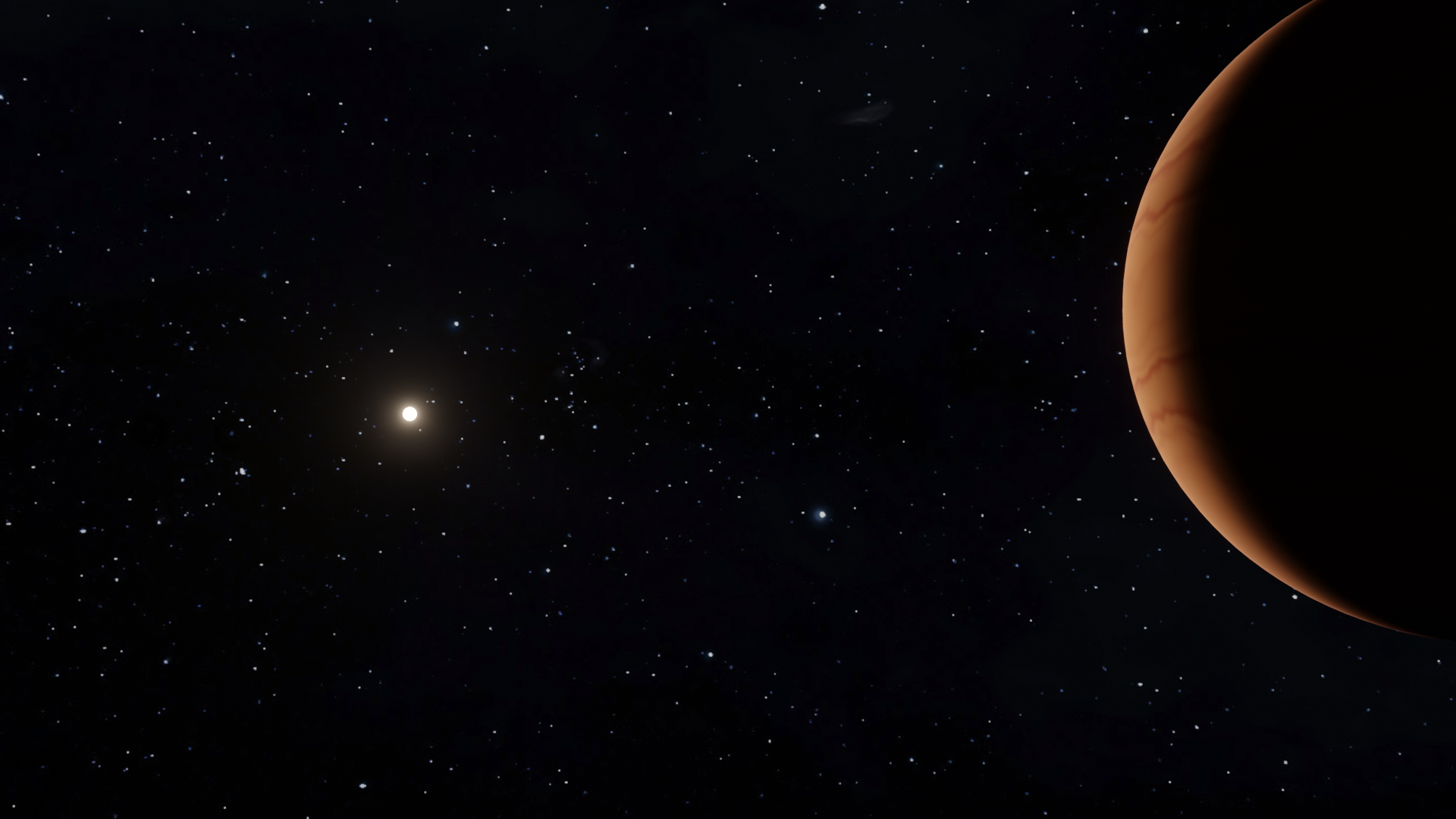
HD 87816とHD 87816 cの想像図

HD 87816の周囲には、2025年にドップラー分光法を用いて発見された2つの太陽系外惑星が存在することが知られている。どちらも木星や土星のような巨大ガス惑星である。
惑星bの最小質量は6.7木星質量であり、HD 87816の周囲を一周するのに484日（1.33年）かかる。軌道離心率は0.818と非常に高く、巨星の周囲を公転する太陽系外惑星の中で最も高い部類に入る。惑星cの最小質量は12.2木星質量である。HD 87816の周囲を一周するのに7,600日（21年）かかり、軌道離心率は0.11と低い値である。
| 名称 （恒星に近い順） | 質量                 | 軌道長半径 （天文単位） | 公転周期 (年)           | 軌道離心率  | 軌道傾斜角 | 半径 |
| --------------------- | -------------------- | ----------------------- | ----------------------- | ----------- | ---------- | ---- |
| b                     | ≥6.74±0.13 MJ        | 1.618±0.0003            | 1.3256+0.00036 −0.00033 | 0.780±0.005 | —          | —    |
| c                     | ≥12.20+2.15 −1.59 MJ | 10.14+0.99 −0.48        | 20.80+3.1 −1.46         | 0.19±0.07   | —          | —    |